# 神宝線

阪急電鉄路線図（緑の京都線に対し青と橙の路線を合わせて神宝線と総称する）

神宝線（しんぽうせん）とは、阪急電鉄において神戸線・宝塚線をまとめて呼ぶ際の呼称である。神戸本線・宝塚本線に属する支線を含めた路線群を指し、京都本線系統の路線とを区別する語として用いられる。

## 神宝線を構成する路線の一覧

### 現存路線
- 神戸本線 大阪梅田駅 - 神戸三宮駅 32.3km
  - 伊丹線 塚口駅 - 伊丹駅 3.1km
  - 今津線 宝塚駅 - 今津駅 9.3km
  - 甲陽線 夙川駅 - 甲陽園駅 2.2km
- 宝塚本線 大阪梅田駅 - 宝塚駅 24.5km
  - 箕面線 石橋阪大前駅 - 箕面駅 4.0km

### 廃線
- 北野線 梅田駅（現・大阪梅田駅） - 北野駅 0.8km
- 上筒井線 西灘駅（現：王子公園駅） - 上筒井駅 0.9km

## 語の生まれた経緯
もともと現在の京都本線や千里線・嵐山線は、京阪電気鉄道（京阪）の子会社であった新京阪鉄道が建設ないしは買収（京都本線と千里線のそれぞれ一部にあたる十三 - 淡路 - 千里山間は北大阪電気鉄道が建設）した路線である。
その後まもなく新京阪鉄道は京阪電気鉄道に合併されるが、戦時統制の一環として陸上交通事業調整法に基づき1943年（昭和18年）に宝塚本線・神戸本線系の路線を建設・運営していた阪神急行電鉄（阪急）と京阪電気鉄道が合併して京阪神急行電鉄が発足した。
戦後になって経済民主化の方針から再び京阪電気鉄道を1949年（昭和24年）に分離することになったものの、元新京阪鉄道の路線は京阪神急行電鉄にとどまったことで現在の形になった経緯がある。
そのため阪急が自ら建設した路線とは路線規格（たとえば現在でも、京都本線淡路以東の上下線の間隔は他線よりも広く、その分、離合の際に生じる空気衝撃が小さい）や車両・架線電圧（京都本線系統は1500Vに対し、元の阪急の路線は当時600V）・電装品（京都本線系統は東洋電機製造製に対し、元の阪急の路線は東芝製）などさまざまな面で異なり、結果京都本線系統の路線を宝塚本線・神戸本線系統の路線と区別して呼ぶ習慣が生まれ、後者の総称としてこの語ができたと考えられている。もっとも、「神宝線」の語ができた頃は宝塚本線系統と神戸本線系統とでは車両規格も異なっていたが、現在は統一されている。

## 神宝線と京都線の格差変遷

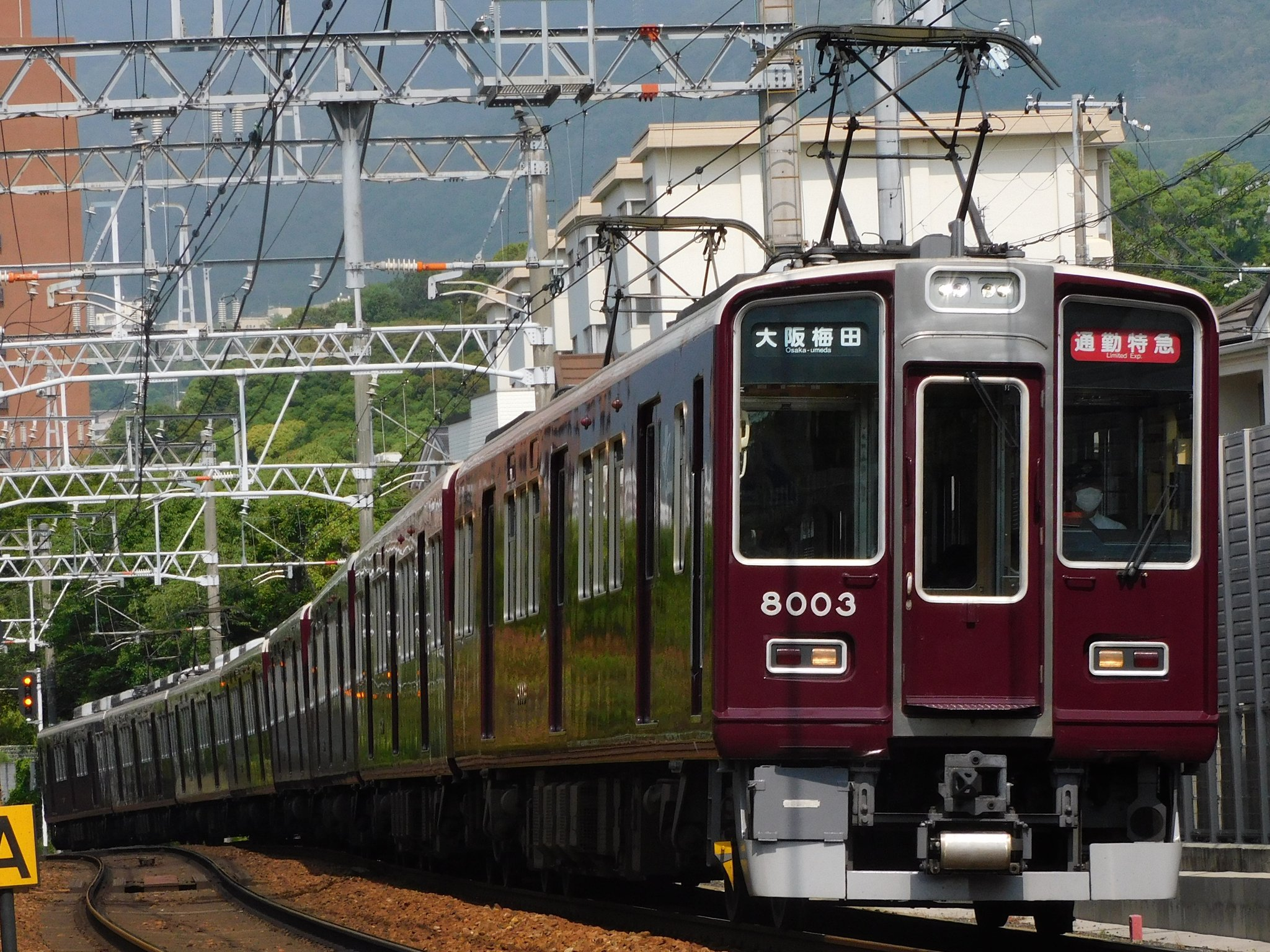
神宝線用・8000系 床下機器は東芝製

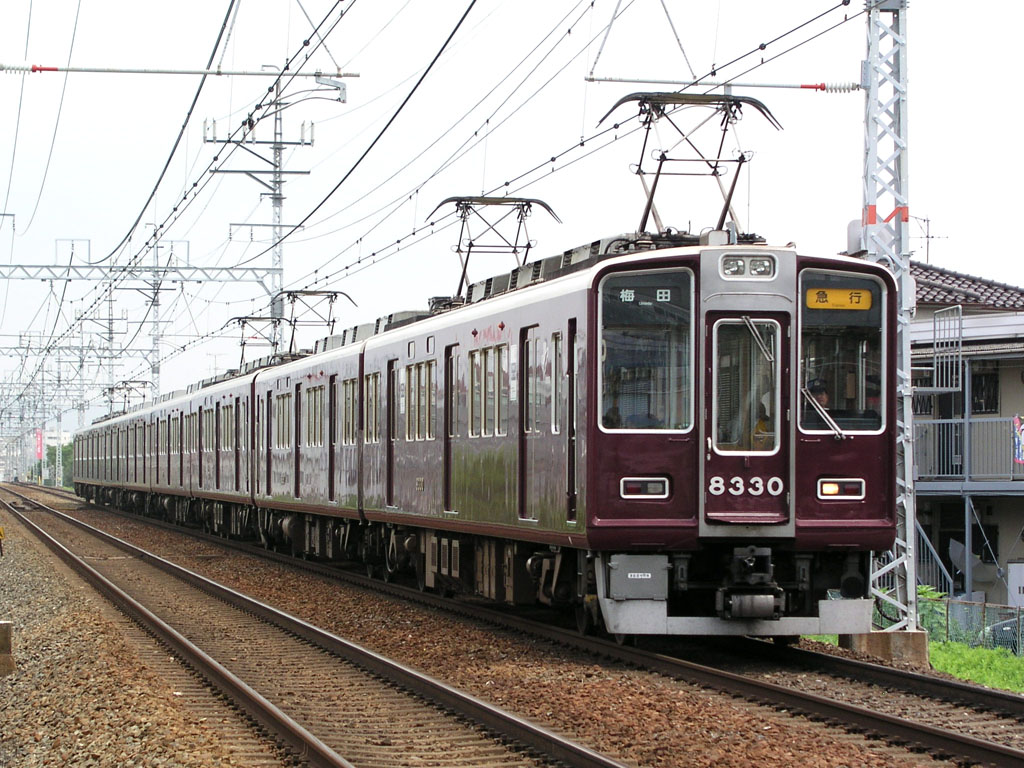
京都線用・8300系 床下機器は東洋電機製造製

路線規格については、神宝線を軌道法に基づく軌道から地方鉄道法（鉄道事業法の前身法）に基づく鉄道に変更（あわせて線形改良）することで京都線と統一している。架線電圧も、神宝線を1500Vに昇圧することで京都線と統一している。
かつては京都線と車両限界も異なるため、同一形式の台車も構造を変えていたりした。車両保守は、かつては神宝線が旧西宮工場（現在の西宮車庫の一角にあった）、京都線が正雀工場で行われていたが、正雀工場の拡張と西宮工場の廃止により、全車両を正雀工場で保守するようになった。
この、工場が別々だった1950年代前半に導入されたカルダンモーターは、当時既に阪急・京阪の分離後ではあったが、神宝線ではWNドライブ方式、京都線では中空軸平行たわみ板方式がそれぞれ採用された。神宝線用新造車両は現在もWNドライブ方式を採用している。京都線用車両では、中空軸平行たわみ板継手に代えて新たに開発したTD継手を5300系から導入した。ただし、神宝線用の9000系はWNドライブ方式とTDカルダン方式が混在（2017年以降WNドライブ方式に改造されている）しており、京都線でも2009年まで在籍していた6300系6330FはWNドライブ方式を採用していたほか、9300系は2017年から2018年にかけて全車WNドライブ方式に改造され、8300系は2018年以降TDカルダン方式からWNドライブ方式に改造された編成が登場している。
このほかの文化的なものとして、優等列車の種別行先看板のかけ方が神宝線と京都線では異なっていた。これは、行先表示装置を装備した車両の普及により種別行先看板を使う優等列車の運用がなくなる形で統一された（ただしイベントなどで、現在でも左右同じ看板を2枚掲げる京都線特急が披露されることはある）。看板をかける金具の雌雄も神宝線と京都線では逆になっていたが、5300系の途中（1972年）より神宝線式に統一され、のちに京都線の従来車両についても順次改造がなされ、2001年に5300系5301Fが改造されたのを最後に運用レベルでは統一が完了している（ただし中間車として固定運用されている先頭車には、現在も未改造のものが残っている。また過渡期にはL字金具の先端に袋状のアダプタをつけて両方に対応したものも使用されており、一時神宝線に転属した2300系や、前述の5301Fもこのタイプだった）。同じく文化的な違いとして、路線に対して左右方向の呼称が、神宝線では神戸本線を基準として「山側」「浜側」となっている一方、京都線では「東側」「西側」とされており、社内でも統一されていない。
運転台機器においても、5000・5100・5300系以前で採用されているツーハンドル式では、マスコンの電源操作が神宝線が鍵式、京都線が逆転ハンドル着脱式となっている。ワンハンドル式では統一されたため、ツーハンドル車の廃止をもってマスコンの電源操作については統一が完了する見込みである。運転台機器のメーカーも神宝線では東芝製、京都線では東洋電機製造製と分けられていたが、9300系・9000系以降から東洋電機製造製に統一された。
また、車番の違い（神宝線は0から始まり、京都線は1から始まり）は5300系から神宝線式の0始まりに、床下機器の配置（神宝線と京都線とでは電気機器と空気機器の配置が逆になっていた）は5100系から京都線式に、それぞれ統一された。特に5100系は、阪急で最初の量産型冷房車である（導入当時は冷房改造は始まっていなかった）がゆえに全線共通運用が重要視されたことに加え、旧2工場の統一も重なり、設計段階の車両仕様統一へ大きく進む契機となった形式である。実際、5100系は、運用開始当初は京都線でまず使用された（5300系の導入により京都線運用から外れ、神宝線で使われるようになった）。
また、旧性能車については窓枠の塗色（神宝線は薄茶色、京都線は車体色。後年神宝線式に統一）や車体先頭にあった種別灯の設置位置と突起部の天地（神宝線は窓上設置で上向きに凸、京都線は腰部引っ掛けで下向き。まず設置位置のみを窓上に統一したのち双方とも窓上埋め込み式に統一された。ただし京都線200形は例外で腰部引っ掛けのまま廃車まで使われた）に違いがあった。
このように年月を経る中で多くが統一されてきたが、現在でも京都線系と宝塚線系・神戸線系とでは違っているものがある。
特に車体サイズの違いについては、京都線の車両は神宝線の車両よりも幅が広く、神宝線の車両限界を超えてしまうので、京都線の車両が神宝線に入れないという事情がある。ただし、これについては神宝線・京都線の歴史的経緯によるものではなく、京都線の車両が大阪市営地下鉄堺筋線の規格で建造されているためである。実際、1950年に建造された810系と710系を機に、2300系・2800系までは車体サイズを統一していた。神宝線の車両は現在もほぼこのサイズで建造されているが、京都線の車両は、堺筋線側の規定にそった車体サイズ（1950年に統一された阪急の車体サイズよりも幅が100mm広く、逆に長さが100mm短いサイズ）で建造されている（1980年代以後、阪急内で新たな全線共通の車体サイズが模索され、神宝線・京都線とも、各形式ごとに車体幅が変遷しているが、中津駅の構造が問題となり規格統一が進展していない）。なお、京都線特急車両の6300系については、堺筋線への乗り入れはしないが、堺筋線へ乗り入れる他の京都線用車両と同じく幅の広い車体にすることで、広い車内空間を実現している。この他、神戸本線の六甲駅以西は神宝線の車両より幅が広い山陽電気鉄道の車両（阪神電気鉄道に合わせて幅が2800mmある）が走行していたため、車両限界が広げられている。
また、客室窓の段数も神宝線・京都線の差に挙げられることがあるが、神宝線の550形（C#565を除く）、京都線のP-6（1550形を除く）と200形・700系のみ2段窓であるほかは、P-5も含めてすべて1段窓である。